# Journées cinématographiques de Carthage
Pour les articles homonymes, voir JCC.
Les Journées cinématographiques de Carthage (arabe : أيام قرطاج السينمائية) ou JCC sont un festival de cinéma créé en 1966. Il se tient à Tunis, capitale de la Tunisie, et a lieu au mois d'octobre ou de novembre tous les ans depuis 2015. À l'origine, il se tenait les années paires en alternance avec les Journées théâtrales de Carthage, qui sont simultanément devenues annuelles. Les JCC sont la plus ancienne manifestation de ce genre en Afrique.

## Histoire

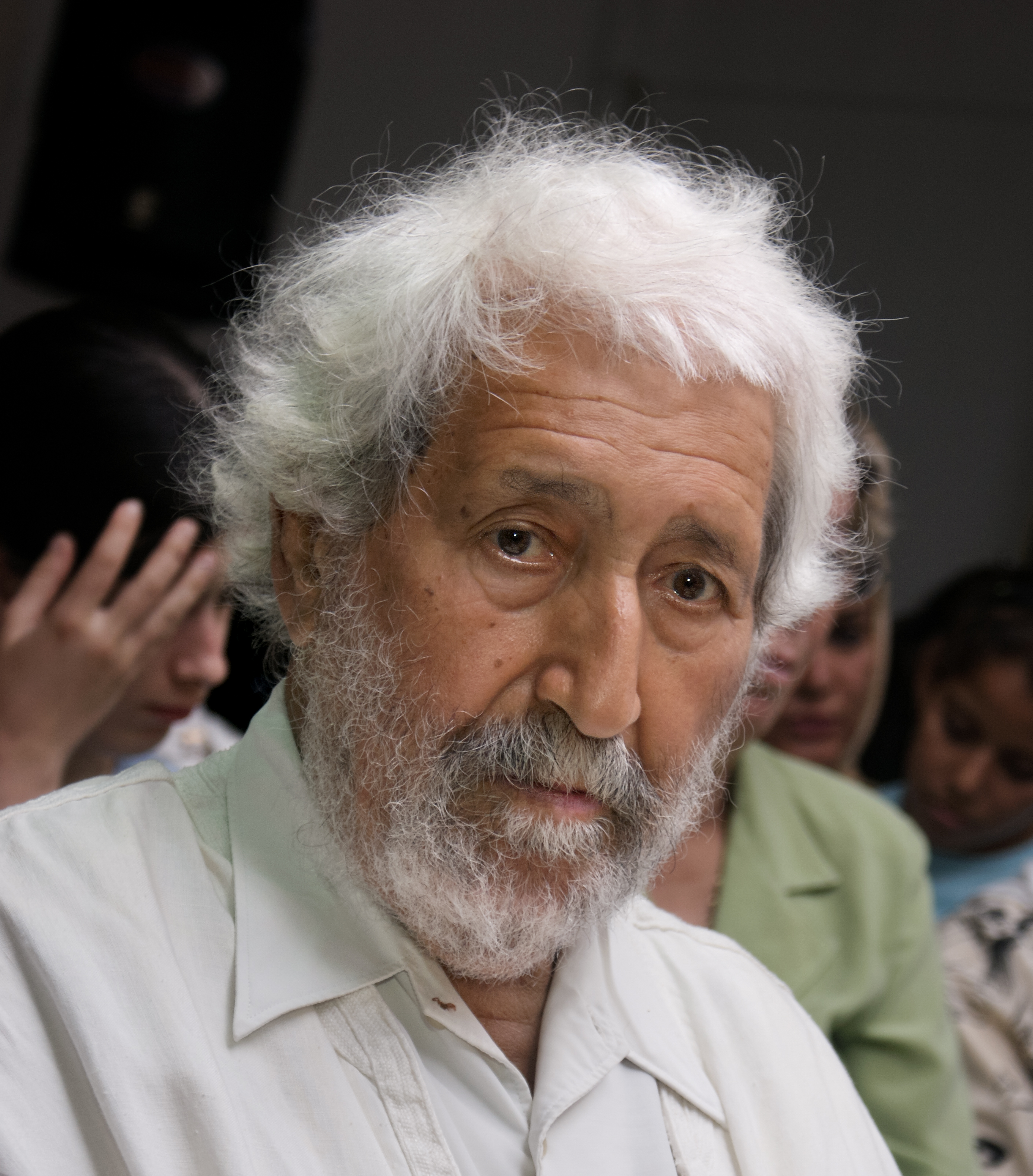
Tahar Cheriaa, créateur des Journées cinématographiques de Carthage.

Imaginée par le cinéaste Tahar Cheriaa et lancée officiellement en 1966 par le ministre tunisien de la Culture, Chedli Klibi, cette manifestation, une première du genre dans le monde arabe, a pour objectif premier de mettre en avant les cinémas d'Afrique et du monde arabe, créer des ponts de dialogues entre le Nord et le Sud et proposer une rencontre entre cinéastes et amoureux du cinéma de tous bords.

C'est ainsi que Klibi dit alors : 
« Nous espérons d'abord un dialogue. Un dialogue, franc, lucide, sans arrière-pensées. Mais nous sommes sûrs qu'un tel dialogue ne peut conduire qu'à une meilleure connaissance réciproque entre Africains et Européens, entre Méditerranée du Sud et Méditerranée du Nord. »
Durant les trois premières éditions, pour permettre au festival d'exister, les adhérents des ciné-clubs de toute la Tunisie ont assuré bénévolement une grande partie de l'organisation des Journées, notamment l'accueil des invités à l'aéroport et leur transfert vers les hôtels avec leurs propres voitures privées.
À l'occasion de la 22e édition en 2008, Fawzia Zouari souligne l'aspect plus glamour du festival qui « a déroulé le tapis rouge à ses invités », en rupture avec l'esprit militant qui l'a longtemps caractérisé, ce que confirme le cinéaste Moncef Dhouib. De plus, la concurrence accrue entre festivals réduit d'autant les inédits dont pouvaient bénéficier les JCC jusque-là, sans compter que le cinéma d'Afrique subsaharienne a vu le nombre de ses productions diminuer (quatre films représentés sur un total de 18 en 2008). Le fait que le festival ne dispose pas d'une structure administrative permanente pose également problème selon les organisateurs eux-mêmes.
La 25e édition des JCC se tient du 29 novembre au 5 décembre 2014 dans 22 salles de cinéma en Tunisie. La présidence du jury est confiée à l'acteur et producteur américain Danny Glover. Cette édition est dirigée par Dora Bouchoucha.
Les sessions 2015 et 2016 sont dirigées par le réalisateur Ibrahim Letaïef, qui est limogé de son poste et remplacé par le producteur Néjib Ayed,.
La 28e édition, qui a lieu du 4 au 11 novembre 2017, met le cinéma algérien à l'honneur.
En 2022, la décision de revenir à un festival biennal (devenu annuel en 2015) est prise à la suite de la polémique déclenchée par ce que les réseaux sociaux considèrent comme des exhibitions lors de l'arrivée des invités à l'ouverture,.
Le 10 avril 2023 cependant, la ministre tunisienne des Affaires culturelles, Hayet Guettat, annonce que l'édition 2023 sera consacrée au cinéma tunisien pour en célébrer le centenaire. Elle revient cependant le lendemain sur le sujet en précisant que le festival continuera à prôner le cinéma arabo-africain tout en repensant son format et ses mécanismes de fonctionnement. Ces annonces ne sont pas sans déclencher une polémique qui s'étend au-delà des frontières de la Tunisie. Le 19 octobre cependant, la direction du festival indique que, sur décision du ministère tunisien des Affaires culturelles, cette 34e session du festival est annulée « dans le contexte de la tragédie inacceptable subie actuellement par les populations palestiniennes, et dans le cadre de la solidarité manifestée au plus haut niveau en Tunisie avec le peuple palestinien ». Cette décision déclenche l'incompréhension,, un concert de protestations, la déception de l'équipe du festival et un communiqué commun du milieu artistique demandant « de revenir immédiatement sur cette décision précipitée ».

## Programme
Le programme officiel comprend plusieurs sections : la « compétition officielle » et la « section panorama » qui sont ouvertes aux films arabes et africains, la « section internationale » qui est ouverte aux films récents et de grande qualité artistique, une « section hommage » destinée au cinéma national ou à un cinéaste de renom, ainsi qu'un « atelier des projets » destiné à favoriser le développement des projets de films africains et arabes par l'octroi de « bourses au scénario » et une section vidéo compétitive.
Le principal prix, le Tanit d'or, tirant son nom de la déesse phénicienne Tanit, est doté en 2008 d'un prix de 20 000 dinars tunisiens.

## Palmarès
| Session | Dates                          | Tanit d'or | Tanit d'argent                                                                          | Tanit de bronze |
| ------- | ------------------------------ | --- | --------------------------------------------------------------------------------------- | --- |
| 1re     | 4 - 11 décembre 1966           | La Noire de… d'Ousmane Sembène (Sénégal) | Le Premier cri de Jaromil Jireš (Tchécoslovaquie)                                       | Non décerné |
| 2e      | 13 - 20 octobre 1968           | Non décerné | Le veilleur de nuit de Khalil Chawki (Irak)                                             | Mokhtar de Sadok Ben Aïcha (Tunisie) |
| 3e      | 11 - 18 octobre 1970           | Ensemble de l'œuvre de Youssef Chahine (Égypte) dont Le Choix                                                                                           | Des hommes au soleil de Nabil Al Maleh, Marouane El Mouadhen et Mohamed Chahine (Syrie) | Wechma de Hamid Bénani (Maroc) Une si simple histoire d'Abdellatif Ben Ammar (Tunisie) Khlifa le teigneux de Hamouda Ben Halima (Tunisie) |
| 4e      | 30 septembre - 8 octobre 1972  | Les Dupes de Tawfiq Saleh (Syrie) Sambizanga de Sarah Maldoror (République du Congo) Mon village, un village parmi d'autres de Taïeb Louhichi (Tunisie) | Le Charbonnier de Mohamed Bouamari (Algérie)                                            | Et demain... ? de Brahim Babaï (Tunisie) Lambaaye de Mahama Johnson Traoré (Sénégal) La Mer cruelle de Khaled Essedik (ar) (Koweït)       |
| 5e      | 26 octobre - 2 novembre 1974   | Les Bicots-nègres, vos voisins de Med Hondo (Mauritanie) Kafr kasem de Borhane Alaouié (Liban / Syrie)                                                  | Sejnane d'Abdellatif Ben Ammar (Tunisie)                                                | Non décerné |
| 6e      | 14 - 23 octobre 1976           | Les Ambassadeurs de Naceur Ktari (Tunisie / Libye / France)                                                                                             | Muna Moto (L'Enfant de l'autre) de Jean-Pierre Dikongué Pipa (Cameroun)                 | Nationalité : immigré de Sidney Sokhona (Mauritanie)                                                                                      |
| 7e      | 16 - 26 octobre 1978           | Les Aventures d'un héros de Merzak Allouache (Algérie)                                                                                                  | Baara de Souleymane Cissé (Mali)                                                        | Chafika et Metwalli (en) d'Ali Badrakhan (en) (Égypte)                                                                                    |
| 8e      | 15 - 23 novembre 1980          | Aziza d'Abdellatif Ben Ammar (Tunisie) | Ali au pays des mirages d'Ahmed Rachedi (Algérie)                                       | Fad'jal de Safi Faye (Sénégal) |
| 9e      | 22 - 30 octobre 1982           | Le Vent de Souleymane Cissé (Mali) | Le Don de Dieu de Gaston Kaboré (Burkina Faso)                                          | Non décerné |
| 10e     | 12 - 21 octobre 1984           | Les Rêves de la ville de Mohamed Malas (Syrie) | Porté disparu de Mohamed Khan (Égypte)                                                  | Les Coopérants d'Arthur Si-Bita (Cameroun)                                                                                                |
| 11e     | 14 - 25 octobre 1986           | L'Homme de cendres de Nouri Bouzid (Tunisie) | Le Moulin de monsieur Fabre d'Ahmed Rachedi (Algérie)                                   | Nyamanton, la leçon des ordures de Cheick Oumar Sissoko (Mali)                                                                            |
| 12e     | 21 - 29 octobre 1988           | Noce en Galilée de Michel Khleifi (Palestine) | Zan Boko de Gaston Kaboré (Burkina Faso)                                                | Arab de Fadhel Jaïbi (Tunisie) de Fadhel Jaziri (Tunisie)                                                                                 |
| 13e     | 26 octobre - 3 novembre 1990   | Halfaouine, l'enfant des terrasses de Férid Boughedir (Tunisie)                                                                                         | La Rose des sables de Rachid Benhadj (Algérie)                                          | Mortu Nega de Flora Gomes (Guinée-Bissau)                                                                                                 |
| 14e     | 2 - 10 octobre 1992            | La Nuit (en) de Mohamed Malas (Syrie) | Samba Traoré de Idrissa Ouedraogo (Burkina Faso)                                        | Les Yeux bleus de Yonta de Flora Gomes (Guinée-Bissau)                                                                                    |
| 15e     | 12 - 19 novembre 1994          | Les Silences du palais de Moufida Tlatli (Tunisie) | Bab El-Oued City de Merzak Allouache (Algérie)                                          | Le Ballon d'or de Cheik Doukouré (Guinée)                                                                                                 |
| 16e     | 11 - 20 octobre 1996           | Salut cousin ! de Merzak Allouache (Algérie) | Po di sangui de Flora Gomes (Guinée-Bissau)                                             | Haïfa de Rashid Masharawi (Palestine) |
| 17e     | 23 - 31 octobre 1998           | Vivre au paradis de Bourlem Guerdjou (Algérie) | La Sueur des palmiers de Redwan al-Kashif (Égypte)                                      | Faraw, une mère des sables d'Abdoulaye Ascofaré (Mali)                                                                                    |
| 18e     | 20 - 28 octobre 2000           | Dôlè de Imunga Ivanga (Gabon) | Les Portes fermées d'Atef Hetata (Égypte)                                               | Sois mon amie de Naceur Ktari (Tunisie)                                                                                                   |
| 19e     | 18 - 26 octobre 2002           | Le Prix du pardon de Mansour Sora Wade (Sénégal) | Poupées d'argile de Nouri Bouzid (Tunisie)                                              | Hijack Stories (en) d'Oliver Schmitz (Afrique du Sud)                                                                                     |
| 20e     | 2 - 9 octobre 2004             | À Casablanca, les anges ne volent pas de Mohamed Asli (ar) (Maroc)                                                                                      | Lettre d'amour zoulou de Ramadan Suleman (it) (Afrique du Sud)                          | Visions chimériques (ar) de Waha Al Raheb (en) (Syrie)                                                                                    |
| 21e     | 11 - 18 novembre 2006          | Making of de Nouri Bouzid (Tunisie) | Daratt de Mahamat Saleh Haroun (Tchad)                                                  | Attente (ar) de Rashid Masharawi (Palestine)                                                                                              |
| 22e     | 25 octobre - 1er novembre 2008 | Teza de Haïlé Gerima (Éthiopie) | L'Anniversaire de Leila de Rashid Masharawi (Palestine)                                 | Khamsa de Karim Dridi (Tunisie) |
| 23e     | 23 - 31 octobre 2010           | Microphone d'Ahmad Abdalla (Égypte) | Le Voyage à Alger d'Abdelkrim Bahloul (Algérie)                                         | La Mosquée de Daoud Aoulad-Syad (Maroc)                                                                                                   |
| 24e     | 16 - 24 novembre 2012          | La Pirogue de Moussa Touré (Sénégal) | Mort à vendre de Faouzi Bensaïdi (Maroc)                                                | Sortir au jour de Hala Lotfy (Égypte) |
| 25e     | 29 novembre - 6 décembre 2014  | Omar de Hany Abu-Assad (Palestine) | C'est eux les chiens... de Hicham Lasri (Maroc)                                         | Before Snowfall de Hisham Zaman (Irak) |
| 26e     | 21 - 28 novembre 2015          | L'Orchestre des aveugles de Mohamed Mouftakir (Maroc)                                                                                                   | La Rivière sans fin d'Oliver Hermanus (Afrique du Sud)                                  | À peine j'ouvre les yeux de Leyla Bouzid (Tunisie / France / Belgique)                                                                    |
| 27e     | 28 octobre - 5 novembre 2016   | Zaineb n'aime pas la neige de Kaouther Ben Hania (Tunisie)                                                                                              | Eshtebak de Mohamed Diab (Égypte)                                                       | Trois Mille Nuits de Mai Masri (Palestine)                                                                                                |
| 28e     | 4 - 11 novembre 2017           | Le Train de sel et de sucre de Licínio Azevedo (Mozambique)                                                                                             | Les Initiés de John Trengove (Afrique du Sud)                                           | Volubilis de Faouzi Bensaïdi (Maroc) |
| 29e     | 3 - 10 novembre 2018           | Fatwa de Mahmoud Ben Mahmoud (Tunisie) | Yomeddine d'Abu Bakr Shawky (Égypte)                                                    | Le Voyage inachevé de Joud Saïd (Syrie)                                                                                                   |
| 30e     | 26 octobre - 2 novembre 2019   | Noura rêve de Hinde Boujemaa (Tunisie) | Atlantique de Mati Diop (Sénégal)                                                       | Scales (en) de Shahad Ameen (Arabie saoudite)                                                                                             |
| 31e     | 7-12 novembre 2020             | festival annulé (Covid) | festival annulé                                                                         | festival annulé |
| 32e     | 30 octobre - 6 novembre 2021   | Plumes d'Omar El Zohairy (Égypte) | L'Indomptable Feu du printemps de Lemohang Jeremiah Mosese (en) (Lesotho)               | Insurrection de Jilani Saadi (Tunisie) |
| 33e     | 29 octobre - 5 novembre 2022   | Les Révoltés d'Amil Shivji (Tanzanie) | Sous les figues de Erige Sehiri (Tunisie)                                               | Sharaf de Samir Nasr (Égypte) |
| 34e     | 28 octobre - 4 novembre 2023   | festival annulé (Guerre à Gaza) | festival annulé                                                                         | festival annulé |
| 35e     | 14 - 21 décembre 2024          | Les Enfants rouges de Lotfi Achour (Tunisie) | To a Land Unknown (en) de Mahdi Fleifel (Palestine)                                     | Demba de Mamadou Dia (Sénégal) |